# Литвинов, Владимир Иванович (писатель)
Влади́мир Ива́нович Литви́нов (1936, Алтайский край — 28 октября 2012, Караганда) — советский и казахстанский писатель, детский писатель, журналист.

## Биография
Родился в 1936 году в Алтайском крае. Окончил педагогическое училище. Работал в районной газете, затем первым секретарем райкома комсомола, ответственным работником Алтайского крайкома комсомола. С 1965 года — старший редактор Барнаульской студии телевидения.
В 1969 году переехал в Караганду. Работал в молодёжной редакции Карагандинского телевидения, в 1976—1992 годы — редактором последних известий областного радио. С января 1992 по декабрь 1998 года вёл авторскую программу «Земляки».
Редактировал книги, вёл радиошколу для старшеклассников на сайте Центра правовой помощи СМИ.
Скончался 28 октября 2012 года. Похоронен на Новом Михайловском кладбище в Караганде.

## Творчество
Публиковался в журналах «Простор», «Нива»; на собственные средства издал семь публицистических сборников рассказов и очерков, повесть «Босоногие», а также сборники рассказов для детей: «Дворянка Чара», «Мур-мурр-мяу!..», «Истории про Ленчика», «Приговор».

### Избранные произведения
- Литвинов В. И. Будем жить и творить, земляки!: реальные истории нашей жизни 90-х годов в авторской радиопрограмме «Земляки».
  - Кн.2: продолжение книги «Колдует голос». — Караганда: Форма Плюс, 2012. — 271 с.
- Литвинов В. И. Васильки. — Караганда: Гласир, 2010. — 67 с.
- Литвинов В. И. Взгляд с позиций «бороды» — 2 или Я продолжаю париться у голубых экранов: Сборник критических обзоров. — Караганда: Центр правовой помощи СМИ, 2004. — 79 с.
- Литвинов В. И. Взгляд с позиций «бороды». Как я парился у голубых экранов: Сборник критических обзоров. — Караганда: Центр правовой помощи СМИ, 2003. — 45 с.
- Литвинов В. И. Где-где… в Караганде: очерки без купюр. — Караганда: ТОО «Арко», 2005. — 72 с.
- Литвинов В. И. Две дворянки и Карай: рассказы о верных друзьях. — Караганда: Форма Плюс, 2011. — 140 с.
- Литвинов В. И. Дворянка Чара. — Алматы, 2002. — 61 с.
- Литвинов В. И. Земляки: годы, беды и победы: завершение темы книг «Колдует Голос…» и «Будем жить и творить, земляки!». Т. 3. — Караганда: Форма Плюс, 2012. — 292 с.
- Литвинов В. И. И вновь ожидается бой…: для тех, кто неравнодушен к шахматам и детям, любящим шахматы.- Караганда: Арко, 2010. — 59 с.
- Литвинов В. И. Истории про Ленчика : прикольная повесть. — Караганда: ТОО «Арко», 2005. — 80 с.
- Литвинов В. И. Колдует Голос…: радиопрограмма «Земляки»: реальные истории из нашей жизни в 90-е годы. Только ли в 90-е? Кн. 1. — Караганда: Форма Плюс, 2011. — 299 с.
- Литвинов В. И. Корыстные посягательства на личную собственность и их предупреждение. — Минск: Университетское, 1989. — 270 с.
- Литвинов В. И. Любовь, она такая…: рассказы. — Караганда: ТОО «АРКО», 1999. — 60 с.
- Литвинов В. И. Миниатюры-вспомнинки. — Караганда: Арко, 2010. — 240 с.
- Литвинов В. И. Мур-мур-мяу!: рассказы и повесть. — Караганда: Форма Плюс, 2009. — 60 с.
- Литвинов В. И. На взгляд «бороды» или завершение мучений у карагандинских голубых экранов (3); «В объятиях» Валют — поэтики, или «А король-то!». — Караганда: Центр правовой помощи СМИ, 2004. — 58 с.
- Литвинов В. И. Не забыть мне этих глаз: избранное юными читателями. — Караганда: Форма Плюс, 2009. — 112 с.
- Литвинов В. И. Ненужная. — Караганда: Форма Плюс, 2008. — 139 с.
- Литвинов В. И. Поезд из ночи: Докум. повествование о поиске, длившемся без малого четверть века. — Киев: Молодь, 1989. — 415 с.
- Литвинов В. И. Позвольте удивиться: сборник беспокойных мыслей. — Караганда: Гласир, 2011. — 131 с.
- Литвинов В. И. Приговор: Десять рассказов. — Алматы: Арлан, 2002. — 214 с.
- Литвинов В. И. Сердца раскрываются: записки рыцаря неравнодушного слова. — Караганда, 1998. — 230 с.
- Литвинов В. Эх, снова бы в юность! : записки редактора телестанции «Юность» Карагандинского телевидения 70-х годов. — Караганда : Форма Плюс, 2008. — 47 с.
- Литвинов В. И. Я с вами: портреты, написанные словом: в 2 кн. — Караганда: Арко, 2005. — Кн.1, 2. — 376 с.
- Литвинов-Лубинский В. И. Во власти змеи: повесть. — Караганда: Арко, 2007. — 192 с.
- Литвинов-Лубинский В. И. Врешь, не возьмешь!: (Босоногие-3): истории, которые трудно выдумать. — Караганда: Арко, 2011. — 274 с.
- Литвинов-Лубинский В. И. «Го — го банан» … с фитилем на десерт! — Караганда: Арко, 2006. — 64 с.
- Литвинов-Лубинский В. И. Душа бумеранг: по страницам дневников писателя: сборник публицистики. — Караганда: ТОО «Арко», 2004. — 185 с.
- Литвинов-Лубинский В. И. Жил — был человечек: повесть. — Караганда: Арко, 2007. — 168 с.
- Литвинов-Лубинский В. И. Мужчинам этого не понять. Тайны старой папки раскрывает В. И. Литвинов-Лубинский . — Караганда: Арко, 2006. — 232 с.

- Литвинов В. И. Атоскина тоска. Зарисовки с натуры // Нива. — Астана, 2010. — № 2. — С. 150—165.
- Литвинов В. И. «Где-где… В Караганде!» …Вспоминаю уникальный случай осени 1973 года // Индустриальная Караганда. — 2006. — 14 янв. — С. 6.
- Литвинов В. И. Главы из повести «Врешь, не возьмешь!» — заключительной книги трилогии «Босоногие». Тайный уговор // Нива. — Астана, 2011. — № 12. — С. 57-64.
- Литвинов В. И. «Да, есть люди в наше время!» // Индустриальная Караганда. — 2005. — 3 мая. — С. 13.
- Литвинов В. И. Дело и душа // Наша ярмарка. — Караганда, 2005 . — 28 янв. (№ 4). — С. 9.
- Литвинов В. И. Детские книги как главная работа // Индустриальная Караганда. — 2011. — 15 янв. (№ 4). — С. 4.
- Литвинов В. И. Кабдулла, отец шахтёров // Наша ярмарка. — 2005 . — 29 апр. (№ 17). — С. 9.
- Литвинов В. И. Критика защищает! // Индустриальная Караганда. — 2006. — 7 дек. — С. 7.
- Литвинов В. И. Мир хрустальной девочки: [Отзыв о произведениях Е. Зейферт] // Авитрэк-регион. — 2002. — 13 марта (№ 10). — С.20.
- Литвинов В. И. Мой редактор: [Фрагмент из книги] // Индустриальная Караганда. — 2005. — 29 нояб. — С. 11.
- Литвинов В. И. Мой редактор // Наша ярмарка. — Караганда, 2005. — 14 янв. (№ 2). — С. 9.
- Литвинов В. И. Наш Евней как Антей // Индустриальная Караганда. — 2005. — 1 марта. — С. 10; 3.
- Литвинов В. И. «Не считаю себя героем…» // Взгляд. — Караганда, 2003. — 26 нояб. — С. 11.
- Литвинов В. И. О времени и о себе // Наша ярмарка. — 2006. — 3 февр. (№ 5). — С. 10.
- Литвинов В. И. Приговор: Рассказ // Нива. — Астана, 2002. — № 3. — С. 3-25.
- Литвинов В. И. Протезы — на память ядерщикам: очерк-портрет // Нива. — Астана, 2011. — № 2. — С. 117—124.
- Литвинов В. И. Прощальное слово Абдуллы // Взгляд. — Караганда, 2003. — 3 дек. (№ 67). — С. 11.
- Литвинов В. И. Пустырь: рассказ // Простор. — Алматы, 2010. — № 3. — С. 126—132.
- Литвинов В. И. Пустырь. Вскрик памяти // Индустриальная Караганда. — 2000. — 1, 5 июля.
- Литвинов В. И. Самородок // Индустриальная Караганда. — 2003. — 11 нояб. — С. 8.
- Литвинов В. И. «Сколько стоит детство?»: М. Д. Балыкин, фронтовик, поэт, острослов // Индустриальная Караганда. — 2004. — 16 нояб. — С. 11.
- Литвинов В. И. Скрипка меня ревнует! // Взгляд. — Караганда, 2003. — 12 нояб. — С. 9.
- Литвинов В. И. «Хорошая статья останется в памяти» // Индустриальная Караганда. — 2004. — 25 нояб. — С. 3.
- Литвинов В. И. Эстафета школы Аграновского // Индустриальная Караганда. — 2004. — 6 июля. — С. 9.
- Литвинов В. И. Я пришел сюда не зря: Малышко В. М., поэт, первостроитель // Ярмарка. — Караганда, 2004. — 16 нояб. — С. 11.

## Достижения и награды
- республиканская премия им. С. Ашимбаева (1994)[1]
- медаль «Алтын Жулдыз» — за программу «Земляки» (1999)[1]
- премия Конгресса журналистов Казахстана (2004)[1]
- премия акима Карагандинской области (2007) — в номинации «Золотая строка»[4].